# 福祈寺
福祈寺，蒙古人称满珠习礼寺，是蒙古国中央省宗莫德的一座藏传佛教寺院。

## 历史

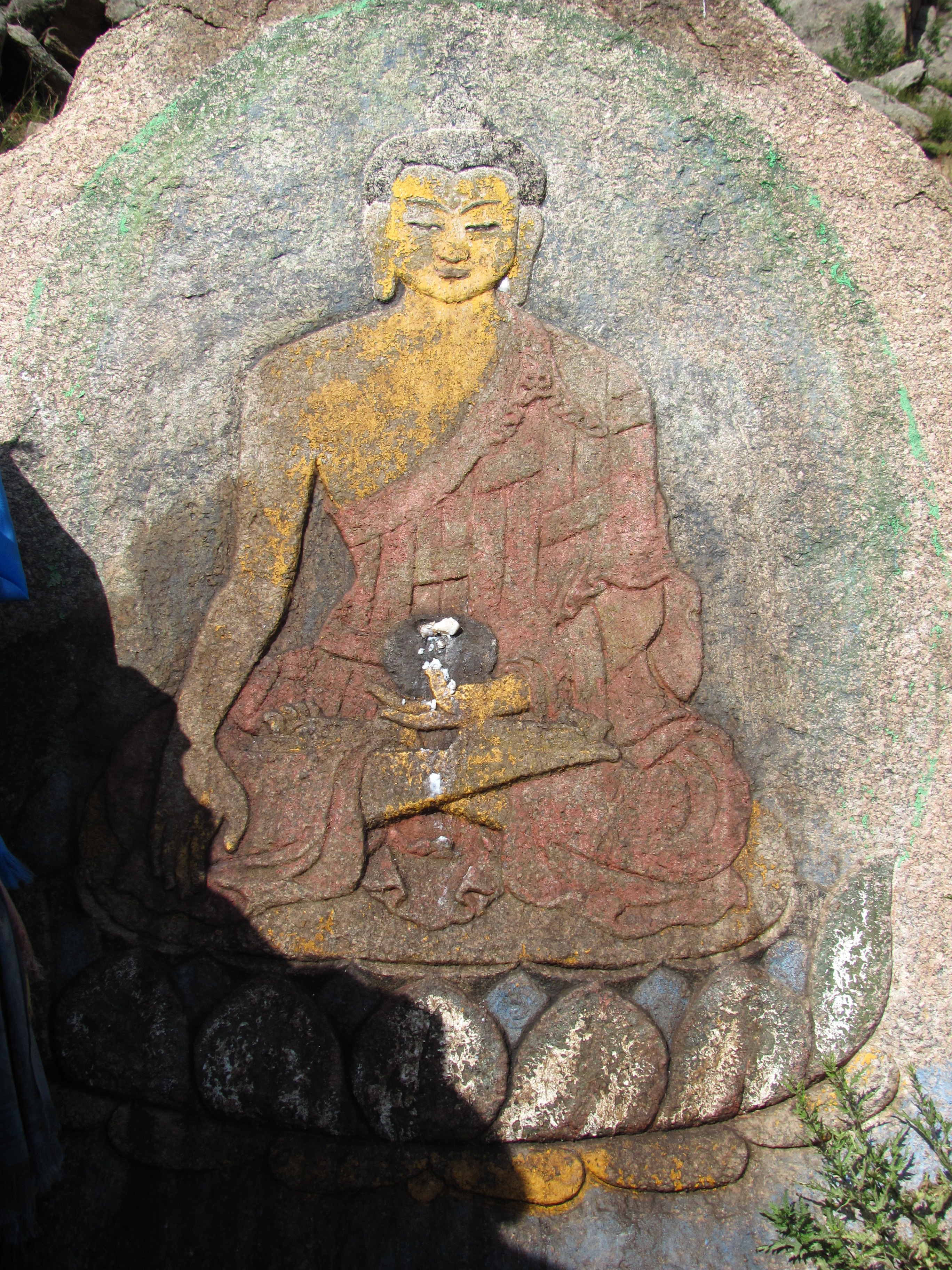
佛像（18世纪）

福祈寺位于宗莫德市东北6公里处，海拔1529米，在蒙古国首都乌兰巴托以南43公里。该寺建在一个高地上，这座高地属于南面的2256米高的博克多汗山。
该寺创建于1733年。自1750年以来，该寺成为哲布尊丹巴的属寺。直到该寺被摧毁时，该寺是整个蒙古最大的寺庙之一，平日修法的喇嘛有1000多人。该寺的活佛为洞阔尔满珠习礼活佛，第十七世洞阔尔满珠习礼活佛萨巴栋多·策仁道尔吉曾代理蒙古总理。
1937年，该寺和蒙古人民共和国其他几乎所有寺院和庙宇一样，在乔巴山领导的蒙古党和政府反佛教的暴力活动下被摧毁，仅残存粘土地基和石基。
1990年起，该寺个别建筑物逐步重建。

## 建筑

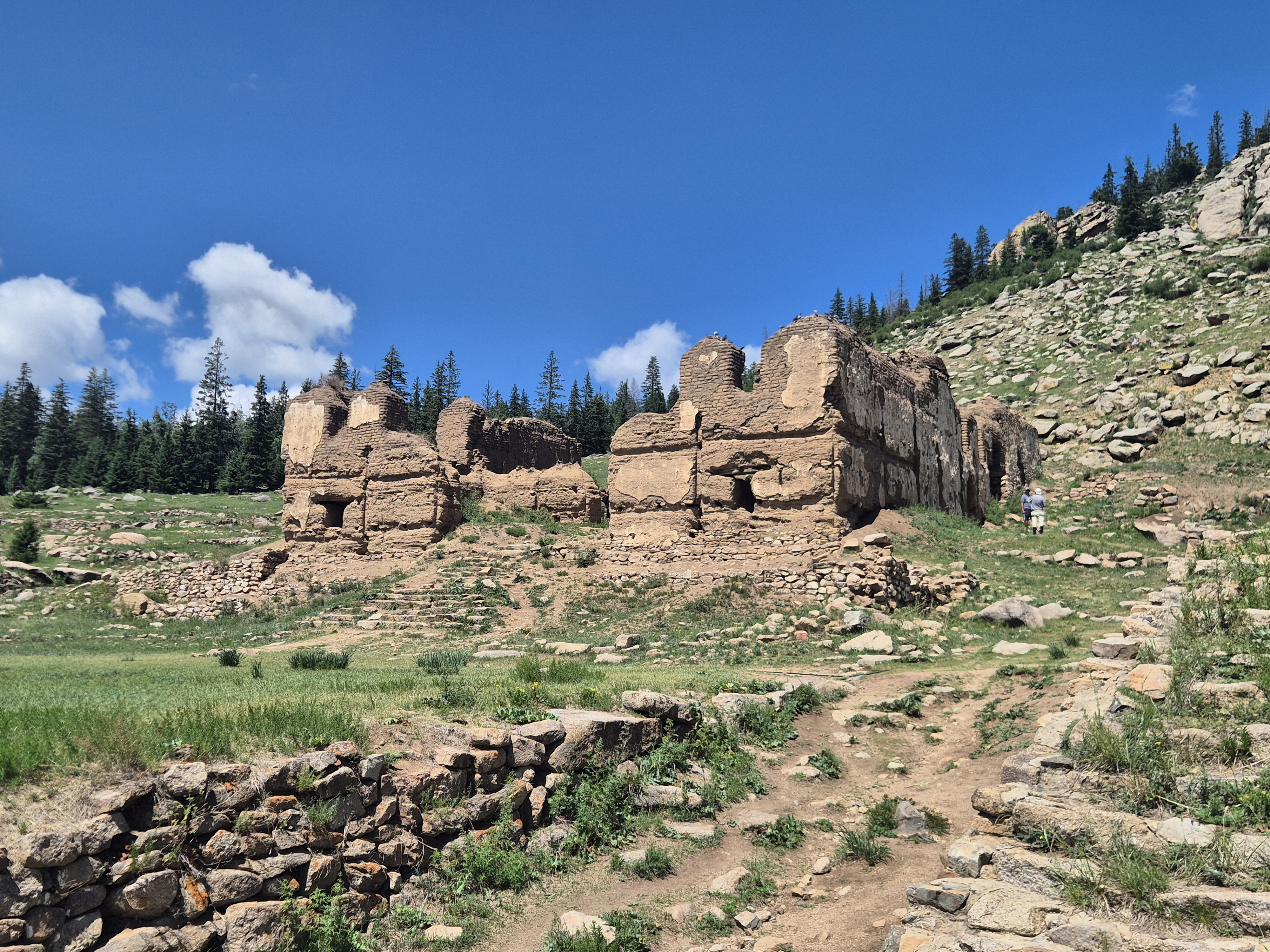
措钦殿的废墟

1990年代，该寺主体建筑重建，现在是一个博物馆。在已修复的建筑周围，还有许多废墟，令人印象深刻。比如建于1749年的措钦（Togchin）殿，其风格让人想起西藏的寺庙。在该寺广阔的寺址上，仍可辨认出17座殿宇，分布在逐渐升高的坡地上。
该寺上方的悬崖绝壁上是一些佛教洞窟壁画和浮雕，其历史可追溯至18世纪，但在1937年未能幸免于破坏。一些岩石上刻有藏文佛教文字。
寺院的入口处是一个小博物馆，里面的一幅画描绘了1937年之前的该寺风貌。不远处是一个大的博物馆，展示了一口制于1726年的2吨重的青铜大锅，上面有藏文，大锅是为朝圣者提供食物用，可以同时烹调10只羊和2头牛。
在宗莫德城外，还有一座小寺院达希乔音阔隆寺（Dashchoinkhorlon Khiid），定期举办佛教仪式。